# Ictinia plumbea
Il nibbio piombato (Ictinia plumbea (J.F.Gmelin, 1788)) è un uccello rapace della famiglia degli Accipitridi, diffuso dal Messico all'Argentina.